# Jean-Noël Diouf
Jean-Noël Diouf (ur. 1 października 1946 w Diohine) – senegalski duchowny katolicki, biskup Tambacounda w latach 1989-2017.

## Życiorys
Święcenia kapłańskie otrzymał 3 kwietnia 1972.

## Episkopat
17 kwietnia 1989 papież Jan Paweł II mianował go biskupem ordynariuszem diecezji Tambacounda. Sakry biskupiej 12 listopada 1989 udzielił mu kardynał Hyacinthe Thiandoum.
5 sierpnia 2017 papież przyjął jego rezygnację z pełnionego urzędu.